# Wijtiwka
Wijtiwka (ukr. Війтівка) – wieś na Ukrainie, w obwodzie winnickim, w rejonie hajsyńskim, w hromadzie Berszad´. W 2001 roku liczyła 4434 mieszkańców.